# La Méthode (revue)
La Méthode est une revue de cinéma fondée à Paris en 1960 par René Chateau, Francis Gendron et Marcel Lannoy.

## Historique
Chaque numéro de la revue, tiré à 1000 exemplaires, a été consacré à un sujet particulier. Les numéros sur l'Actors Studio, la guerre d'Algérie au cinéma, le cinéma d'épouvante et les Comics et le cinéma sont devenus des collectors.
Proche d'Ado Kyrou, Raymond Borde et de Premier Plan de Bernard Chardère et Michel Mardore, La Méthode, qui porte son titre en hommage à Stanislavski, Elia Kazan et aux acteurs de l'Actors Studio, a existé jusqu'en 1963 (no 10). 
La revue « eut ses heures de petite gloire dans le milieu de la critique cinématographique », note Jacques Henric en évoquant l'itinéraire des « complices » René Chateau, Francis Gendron et Jean-Louis Pays - « trois furieux de ciné à la culture marxiste plutôt farfelue ».
Robert Benayoun, l'un de ses rédacteurs, était un collaborateur de Positif.